# Саут Пасадена (Флорида)
Саут Пасадена (енгл. South Pasadena) град је у америчкој савезној држави Флорида. По попису становништва из 2010. у њему је живело 4.964 становника.

## Демографија
Према попису становништва из 2010. у граду је живело 4.964 становника, што је 814 (14,1%) становника мање него 2000. године.
| Група             | 2000.         | 2010.         |
| Белци             | 5.612 (97,1%) | 4.625 (93,2%) |
| Афроамериканци    | 12 (0,2%)     | 90 (1,8%)     |
| Азијати           | 42 (0,7%)     | 53 (1,1%)     |
| Хиспаноамериканци | 89 (1,5%)     | 157 (3,2%)    |
| Укупно            | 5.778         | 4.964         |